# Rábaszentandrás
Rábaszentandrás est un village et une commune du comitat de Győr-Moson-Sopron en Hongrie.